# جف اندرسون (بازیکن فوتبال)
جف اندرسون (انگلیسی: Geoff Anderson؛ زادهٔ ۲۶ نوامبر ۱۹۴۴) بازیکن فوتبال اهل بریتانیا است.
از باشگاه‌هایی که در آن بازی کرده‌است می‌توان به باشگاه فوتبال رامزگیت، باشگاه فوتبال لینکولن سیتی، باشگاه فوتبال منزفیلد تاون، و باشگاه فوتبال بیرمنگام سیتی اشاره کرد.